# Вебстер (Северна Каролина)
Вебстер (енгл. Webster) град је у америчкој савезној држави Северна Каролина.

## Демографија
По попису из 2010. године број становника је 363, што је 123 (-25,3%) становника мање него 2000. године.
| Група             | 2000.       | 2010.       |
| Белци             | 455 (93,6%) | 339 (93,4%) |
| Афроамериканци    | 10 (2,1%)   | 6 (1,7%)    |
| Азијати           | 5 (1,0%)    | 0 (0,0%)    |
| Хиспаноамериканци | 5 (1,0%)    | 6 (1,7%)    |
| Укупно            | 486         | 363         |